# Elbląg (stad)
Elbląg (Duits: Elbing, Nederduits: Elwing) is een stad in het Poolse woiwodschap Ermland-Mazurië met ongeveer 130.000 inwoners. Het ligt aan de gelijknamige rivier op 70 km ten zuidoosten van Gdańsk.

## Geschiedenis

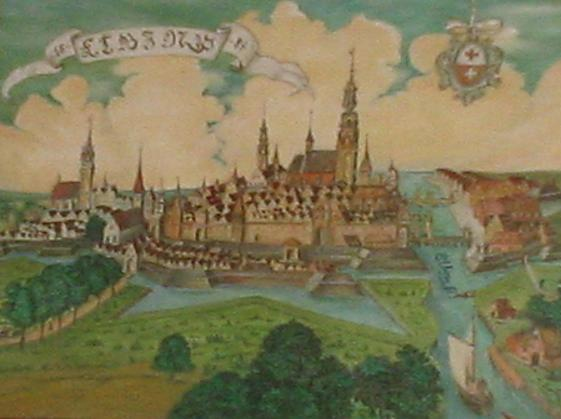
Elbląg in de middeleeuwen

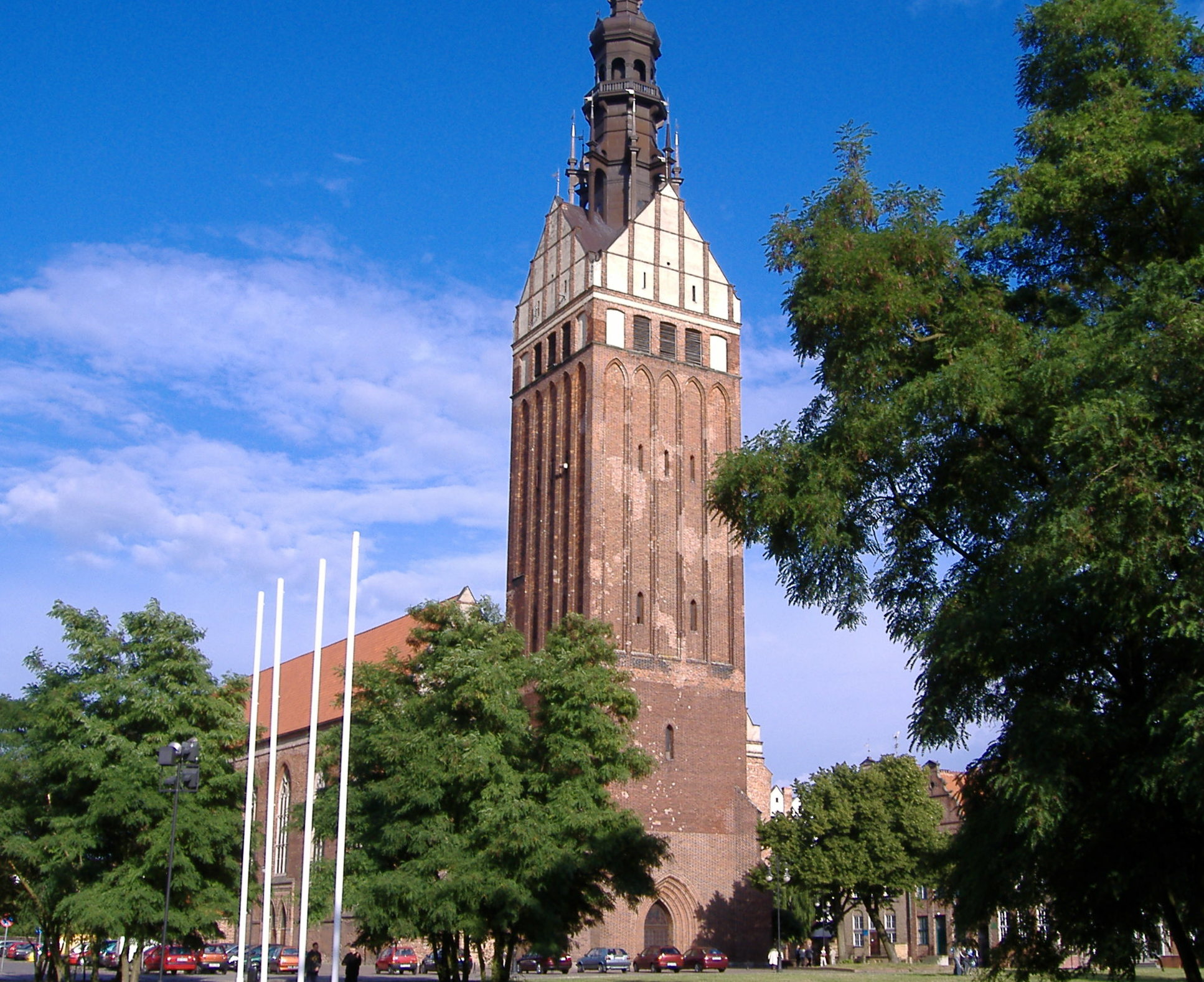
De Sint-Nicolaaskathedraal

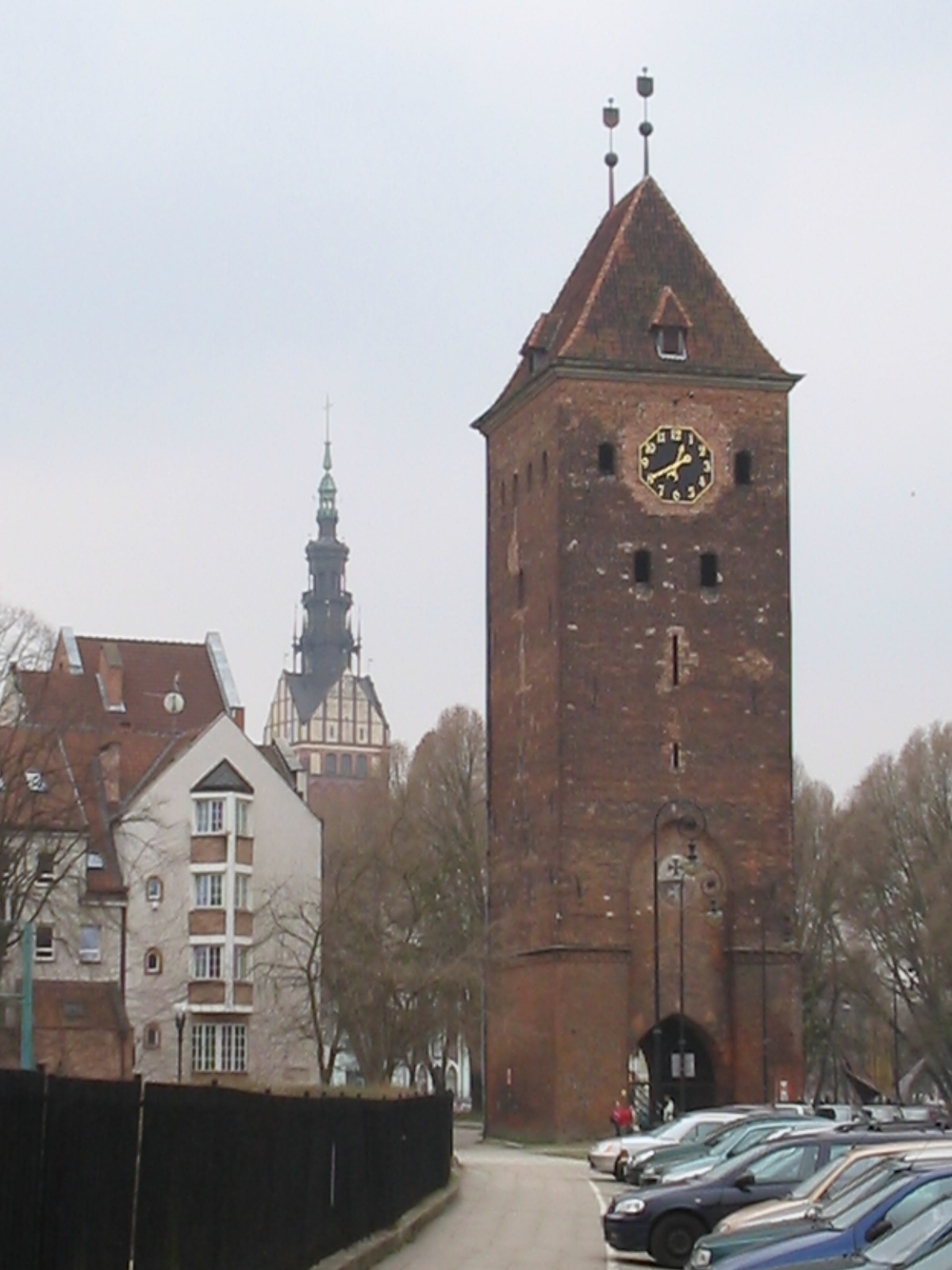
De Marktpoort

### Middeleeuwen
Op de plek van het huidige Elbląg lag de door de Vikingen gestichte handelspost Truso in het gebied van van de Baltische Pruisen. Deze nederzetting brandde af in de 10e eeuw. 
In 1237 bouwde de Duitse Orde een burcht (Ordensburg) aan de rivier waar zich een handels- en handwerkersnederzetting bij ontwikkelde. In 1246 werden stadsrechten verleend aan de eerste burgers die uit Lübeck kwamen en toetraden tot de Hanze. De eerste kerken werden gebouwd rond 1238: de Nikolaaskerk en de O.L.Vrouwenkerk. De burcht werd de residentie van de met de Duitse Orde verbonden Bisschop van Ermland. Rond 1300 werd de stad omringd met een stenen wal.
Sinds 1440 wilde Elbing zich in de Pruisische Bond met o.a. Dantzig en Thorn los maken uit de Staat van de Duitse Orde omdat deze, met haar centrale en feodale gezagsuitoefening, de burgerlijke autonomie en de expansie van de steden op haar territorium tegenwerkte. De steden sloten een verdrag met de Poolse koning die hun daarvoor autonomie beloofde. In 1466, na de Dertienjarige Oorlog tussen de Orde en Polen, zou met de Tweede Vrede van Thorn de Staat van de Duitse Orde geografisch in twee delen gesplitst worden. Elbing werd opgenomen in het westelijke deel,koninklijk Pruisen dat bij het koninkrijk Polen kwam. Later werd dit gebied West-Pruisen genoemd. De stad "Elbing in West-Pruisen" kreeg van de Poolse koning autonomie, die tot 1772 zou blijven gehandhaafd, toen West-Pruisen bij het nieuwe koninkrijk Pruisen werd ingelijfd. In dit koninkrijk bestond geen stedelijke autonomie.
De reformatie verspreidde zich vanuit de Hanzesteden en in 1536 werd een lutherse gymnasium opgericht met als rector Willem Claesz. de Volder (ook bekend als Willem van de Voldersgraft, Giuglielmus Gnapheus of Guilielmus Fullonius, afkomstig uit Den Haag). Hij werd verbannen, vluchtte naar Koningsbergen waar de bisschop van Ermland geen gezag had en hij aan de universiteit kon worden aangesteld. Daar werd hij uitgewezen door de orthodoxe lutheranen en uiteindelijk belandde hij in Emden bij een gemeente van Nederlandse calvinistische vluchtelingen. In 1567 werd godsdienstvrijheid als koninklijk privilege gegarandeerd. Tien jaar later werd de Nikolaaskerk toegewezen aan de lutherse kerk. De rooms-katholieken mochten in 1617 hun kerk behouden, maar de Jezuïeten moesten de stad verlaten. Hun bekeringsijver schiep te veel onrust. Katholieken waren als kleine minderheid geen deel van het stadsbestuur. 
De stad ontwikkelde handelsrelaties met West-Europa en groeide uit tot de tweede stad van West-Pruisen na Dantzig met 30.000 inwoners. Buitenlandse handelskolonies ontstonden: Engelse kooplieden in hun Fellowship of Eastland, Schotten in hun Brotherhood of the Scottish Nation, daarnaast de Mennonieten uit de omgeving. Zij kregen de vrijheid hun godsdienstig leven autonoom vorm te geven. De 17de-eeuwse Engelse grafmonumenten bleven bestaan totdat ze, na 1945, tezamen met die van de Elbinger burgerij, werden weggeruimd.

### Twee eeuwen stagnatie
In de Dertigjarige Oorlog namen de Zweden de stad in en kanselier Axel Oxenstierna had er van 1626 tot 1635 zijn hoofdkwartier. Na de vrede in 1648 kwamen de Zweden in de Tweede Noordse Oorlog opnieuw in de stad.
De Poolse koning was door de oorlogen zo verarmd dat hij voor een lening de stad in 1657 verpandde aan de Pruisische keurvorst. Toen hij de lening niet afbetaalde verviel Elbing aan Pruisen in 1703. Door alle gewelddadigheden trad verval in en in de Grote Noordse Oorlog moest ze (1703-1712) werd ze bezet door Zweedse, Russische en Saksische troepen. Tijdens de Zevenjarige Oorlog werd de stad in 1758 tot 1762 door Russische troepen bezet gehouden.
In de Eerste Poolse Deling van 1772 werd West-Pruisen met Elbing aan Pruisen toebedeeld. Nadat Pruisen zich tegen keizer Napoleon had gekeerd werd de stad in 1807 door de Fransen bezet en als uitvalsbasis voor de veldtocht naar Rusland gebruikt. Nadat deze in 1813 mislukte kwamen er 68.000 soldaten terug die op kosten van de stad werden gehuisvest en gevoed. Dat betekende haar bankroet.

### Nieuwe bloei als industriestad in Pruisisch en Duits staatsverband
Na twintig jaren trok de economie aan en werd een scheepswerf gebouwd. Deze in 1837 gestichte Schichau-Werke ontwikkelden zich tot een internationale scheepsbouwfirma. Ten behoeve van de scheepvaart werd tussen 1840 en 1858 het Oberländische Kanal (na 1945 Elbląg-Ostróda-kanaal) tussen Deutsch Eylau (Iława), Osterode (Ostroda) en Elbing aangelegd. In 1853 was de spoorwegverbinding met Koningsbergen gereed. De economische bedrijvigheid ontwikkelde zich verder met locomotief- en autobouw, bierbrouwerijen en jeneverstokerijen. Elbing werd een arbeidersstad van 94.000 inwoners en een centrum van de sociaaldemocratie waarin de SPD in 1910 meer dan de helft van de stemmen behaalde.
Na de Eerste Wereldoorlog verloor de stad in 1919 een deel van haar achterland omdat West-Pruisen grotendeels aan het nieuwe Polen werd toegewezen. Door deze crisis radicaliseerde de bevolking die nu vooral op de communistische partij (KPD) haar stem uitbracht. Na de economische crisis van 1929 en de nationaalsocialistische machtsovername veranderde de politieke stemming van links in rechts radicalisme. De economische politiek die nu vanuit Berlijn werd ingezet, bracht veel nieuwe werkgelegenheid en daarmee steun voor de nationaalsocialisten. Na de inval in Polen in 1939 werd West-Pruisen opnieuw geannexeerd. Elbing werd deel van de nieuwe Rijksgouw Danzig-West-Pruisen. Een groot aantal werkkampen voor Poolse dwangarbeiders verrezen nabij de stad voor de op oorlogsproductie overgeschakelde industrie.

### Verwoesting in 1945, langzame heropbouw in Pools staatsverband
Tussen 23 januari en 19 februari 1945 belegerden Sovjettroepen de stad en na terugtrekking van Wehrmacht en SS lag 60% van de stad (meer dan 5.000 gebouwen) in puin. In de oude stad (Altstadt) bleven zes gebouwen intact. Zeer waardevolle bibliotheken met honderden middeleeuwse handschriften, incunabelen en oude drukken zijn sindsdien verdwenen. De bevolking vluchtte in paniek naar het westen of naar het noorden, waar havens lagen van waaruit men dacht met schepen de Oostzee over te kunnen komen.
De Russen ontmantelden de industrie en transporteerden alle nog bruikbare machinerieën en metaal naar de Sovjet-Unie. Het burgerlijk gezag werd overgedragen aan Polen en de laatste achtergeblevenen zijn in 1946 en 1947 uitgewezen. Nieuwe Poolse inwoners stroomden Elbląg binnen en voor hen werden nieuwe flatwijken gebouwd. In 1948 had de stad weer 40.000 bewoners en in 1962 was dit aantal verdubbeld. De oude stad bleven de ruïnes nog lang staan. Alleen enkele kerken werden hersteld. Na 1990 werd het centrum in historische stijl opnieuw bebouwd.
In 1970 deden de arbeiders van Elbląg, samen met die van Gdansk en Szczecin mee aan de massastakingen die gecoördineerd werden door de vakbond Solidarność en die tot de ondergang van het communistisch régime in 1989 zouden leiden.

## Stadsbeeld
De oude stadskern (Altstadt) is aan het einde van de Tweede Wereldoorlog grotendeels verwoest. De kerken bleven gedeeltelijk overeind. Na de oorlogsverwoestingen zijn deze herbouwd en na 1990 zijn ook een aantal oude straten in historische stijl gereconstrueerd. Een belangrijk gebouw is een driebeukige hallenkerk in baksteengotiek uit de 13e eeuw met een 95 m hoge toren. Dit was tot 1945 de lutherse Stadtpfarrkirche, en werd daarna de rooms-katholieke kathedraal Sint-Nicolaas (Katedra św. Mikołaja). De oorspronkelijke toren werd in 1777 door brand verwoest en is pas in 1906 herbouwd. In 1945 bleef de kerk vrijwel ongeschonden. Twee andere middeleeuwse kerkgebouwen, de Mariakerk en de Heilige Geestkerk (met voormalig hospitaal), zijn na hun restauratie thans respectievelijk in gebruik als galerie en als bibliotheek.
De Marktpoort (Brama Targowa) is het laatste overblijfsel van de middeleeuwse omwalling. Het oudste gedeelte dateert uit 1319.
De burcht van de Duitse Orde werd al in 1454 goeddeels gesloopt. In een resterend gebouw bevindt zich het historisch-archeologisch museum van Elbląg.

## Verkeer en vervoer
Het Elbląg-Ostróda-kanaal (1860) verbindt de stad met Ostróda en is thans een toeristische attractie. Het is een technologisch monument met vijf hellende vlakken en twee sluizen, die een hoogteverschil van 100 meter overbruggen.
In 2022 werd het Nowy Świat-scheepskanaal door de Wislaschoorwal geopend waardoor Elbląg rechtstreeks in verbinding staat met de Oostzee. Voordien moest het scheepvaartverkeer door territoriale wateren die sinds 1945 Russisch zijn.
Elbląg ligt aan de Europese weg E77, een doorgaande weg tussen Gdańsk en Warschau. Er is een spoorlijn. In de stad rijden trams.

## Sport
Elbląg was in 1999 de startplaats van de Ronde van Polen, een wielerkoers die dat jaar ging over een afstand van 1.164 kilometer, verspreid over zeven etappes.
Toen Elbląg nog een Duitse stad was telde de club enkele voetbalclubs die destijds in de hoogste klasse speelden, al was deze wel erg regionaal verdeeld en niet zoals de Bundesliga nu. Na de oorlog werden alle clubs ontbonden en kwam Olimpia Elbląg in de plaats. Deze club speelde negen seizoenen in de Poolse tweede klasse.

## Varia
De stad was in 1999 de Poolse winnaar van de City Towards EU Compliance Award, een onderscheiding voor steden in de Europese Unie die EU-wetgeving op het gebied van milieu implementeren.

## Partnersteden
- Baltiejsk (Rusland)
- Baoji (China)
- Compiègne (Frankrijk)
- Coquimbo (Chili)
- Druskininkai (Litouwen)
- Kaliningrad (Rusland)
- Leer (Duitsland)
- Liepāja (Letland)
- Navahrudak (Wit-Rusland)
- Ronneby kommun (Zweden)

## Geboren in Elbing/Elbląg
- Hans von Bodeck (1582–1658), kanselier van de keurvorst van Brandenburg
- Johann Ernst Schubert (Drusus Pruthenicus Westen) (1717–1774), luthers theoloog
- August Ferdinand von Arnauld de la Perière (1786–1863), Pruisisch generaal-luitenant
- Wilhelm Baum (1799–1883), chirurg en eerste ereburger van de stad Danzig
- Wilhelm Eduard Albrecht (1800–1876), jurist en een van de Göttinger Sieben
- Max Gabriel (1861–1942), componist en dirigent
- Louis Arthur Kickton (1861–1940), levensmiddelen-chemicus
- Julius Levin (1862–1935), arts, schrijver en vioolbouwer, week in 1933 voor de Jodenvervolging uit naar België
- Reinhold Felderhoff (1865–1919), beeldhouwer met name van historische persoonlijkheden als standbeeld, met name in Berlijn
- Hans Fechter (1885–1955), admiraal in de keizerlijke marine
- Max Reimann (1898–1977), voorzitter van de KPD tot 1956
- Günter Kuhnke (1912–1990), admiraal Bundesmarine
- Zenon Licznerski (1954), olympisch gelauwerd atleet
- Erwina Ryś-Ferens (1955-2022), langebaanschaatsster
- Adam Fedoruk (1966), voetballer
- Adam Pierończyk (1970), jazzsaxofonist en componist
- Artur Szafrański (1971), schaatser
- Piotr Wadecki (1973), wielrenner
- Marcin Burkhardt (1983), voetballer
- Radosław Wojtaszek (1987), schaakgrootmeester
- Adrian Wielgat (1993), schaatser
- Marcin Bachanek (1996), schaatser
- Iga Wojtasik (2000), schaatsster